# Авантуристички филм
Авантуристички или пустоловни филм, је жанр играног филма који обилује акцијом, потрагом и егзотичним локацијама. Близак је жанру акционог филма, а може имати сличности и са другим жанровима као што су научна фантастика или са ратним тематикама филма.

## Авантуристички филмови
- Отимачи изгубљеног ковчега
- Конан варварин
- Индијана Џоунс и уклети храм
- Индијана Џоунс и последњи крсташки поход
- Мумија
- Крвави дијамант
- Индијана Џоунс и краљевство кристалне лобање